# Garzón (Huila)
Garzón es un municipio colombiano localizado en el suroriente del departamento del Huila. Yace en el este sobre una región montañosa que corresponde al flanco occidental de la Cordillera Oriental, y otra al oeste, plana que hace parte del valle del río Magdalena. Su extensión territorial es de 692 km², su altura media es de 830 m s. n. m. y su temperatura promedio es de 24 °C.
Cuenta con una población de 101.562 habitantes, de acuerdo con la proyección del DANE para el año 2022. Es la capital de la región Subcentro del departamento. Su economía se basa en la actividad agropecuaria, predominando el sector agrícola y la producción de café especial. Otros renglones como el ecoturismo y el turismo religioso también son importantes para la economía municipal. Es conocida como la Capital Diocesana del Huila por ser la primera diócesis católica de la región, también tiene como apelativo "Alma del Huila".

## Toponimia
El sitio donde se encuentra la cabecera urbana es conocido desde remotos tiempos con el nombre de "Garzoncito", sin embargo, una vez erigido el municipio, se le suprimió el diminutivo, quedando como hoy se conoce. Los historiadores explican que su nombre también se debe a que en tiempos en que los españoles tomaron posesión de estas tierras, apareció, según refieren los antiguos, un animal de la especie de las Garzas llamado Garzón. Este animal era sumamente agresivo, se dejó avistar por algún tiempo y después desapareció; los colonos lo llamaron garzogrande y a la quebrada donde apareció este animal se le suprimió el nombre de Tocheré por el de Garzón.

## División Político-Administrativa
Además de su cabecera municipal, la cual se divide en 103 barrios.
Garzón tiene bajo su jurisdicción los siguientes centros poblados:
- Caguancito
- El Caguán
- El Descanso
- El Mesón
- El Paraíso
- El Recreo
- Jagualito
- La Cabaña
- La Jagua
- Majo
- Plazuela
- Providencia
- Puerto Alegría
- San Antonio del Pescado
- San Gerardo
- San Luis
- Santa Marta
- Zuluaga

## Geografía física
Garzón limita por el norte con el municipio de Gigante, por el sur con el municipio de Guadalupe, al suroeste con los municipios de Altamira; por el oriente con el departamento del Caquetá y por el occidente con el municipio de Agrado. Debido a su topografía, se encuentra subdividida en distintas regiones.
Posee una extensión de 692 km² que equivale al 2,9% de la superficie total del departamento. 
- Región del Río Magdalena: La constituye una estrecha franja, influenciada por el río Magdalena. Es húmeda y cubierta en gran parte por labranzas, pastos y bosques.
- Región semiárida del Llano de la Virgen: Es una llanura cubierta de pastos y matorrales, delimitada por los ríos Magdalena y Suaza, poco irrigada y poco apta para la agricultura y ganadería por ser semidesértica.
- Región Central: Semimontañosa, bosques maderados con algunas sabanas de gran paisaje natural. Se encuentra allí gran parte de la población.[8]

### Hidrografía
El recurso hídrico de mayor importancia en Garzón es la Represa del Quimbo, que recibe las aguas de los ríos Magdalena, y Suaza, la quebrada Garzón y las quebradas que nacen en la parte alta de la Cordillera Oriental (Majo, Rioloro, Las Damas y La Cascajosa). Otras fuentes hídricas de importancia son: El Oso, Aguacaliente, Santa Marta, La Abeja, Potrerillos, Aguazul, Jagualito, Las Moyas, El Mesón, Zanjón, El Cedro, Las Vueltas, La Pescada, Voltezuela, El Lindero, Guadualeja, Caguancito, Careperro y La Coloradita.
| Cuencas                                                                                                  | Microcuencas |
| --- | --- |
| Afluentes del Río Suaza                                                                                  | - Quebrada Aguacaliente - Quebrada Caguancito - Quebrada La Pescada                                                                    |
| Afluentes del Río Magdalena                                                                              | - Quebrada Majo - Quebrada El Oso - Quebrada Garzón - Quebrada Jagualito - Quebrada Las Damas - Quebrada Voltezuela - Quebrada Rioloro |
| Fuente: Plan básico de ordenamiento territorial municipio de Garzón año 2018. Tomado de Emgesa y Codein. | |

## Historia
Históricamente, comienzan a aparecer datos sobre esta región desde el año 1628, cuando en el sitio donde hoy se levanta la ciudad de Garzón funcionaba un centro para el adoctrinamiento indígena de la nación Tama; el sitio era conocido con el nombre de Garzoncito. Se hallaba ubicado en la hacienda El Vegón. Sus primeros pobladores eran indígenas de las tribus Tamas y Andaquíes. El 20 de septiembre de 1747, el Virrey Sebastián de Eslava concede a un español, de apellido Garzón, la licencia para adoctrinar a un grupo de indígenas ubicados entre Rioloro y La Jagua, en el sitio que hoy corresponde al casco urbano de Garzón. Sin embargo, el nombre del municipio se atribuye porque allí habitaba una especie de garza llamada "Garzón". El 17 de enero de 1783, y en el sitio denominado Garzoncito, Don Vicente de Lara, ante Don Jerónimo Calderón, manifestó su voluntad de donar estas tierras para la fundación de Garzoncito. Sus fundadores fueron Francisco Manrique, Jorge Méndez, Gerardo de la Sierra, Manuel Alvis, Antonio Calderón del Castillo, Bernardo Sánchez, e Ignacio Silva. La obra titulada "Pueblos y Parroquias", del sacerdote Jenaro Díaz Jordán, cuenta que el cura de La Jagua, Dr. Francisco Antonio Suárez de Figueroa, se oponía a la creación de la Viceparroquia de Garzoncito, por lo cual le quitó a los vecinos el título que tenían para instalar la Iglesia (la actual Catedral de Garzón), no obstante ellos acudieron al señor Obispo de Popayán, don Jerónimo Antonio de Obregón y Mena, quejándose de este acto, quien el 9 de octubre de 1786 confirmó el título de licencia. Ante este requerimiento, la orden fue cumplida el día 24 de mayo del año siguiente. En 1787, Garzoncito fue erigido como distrito municipal por el virrey Antonio Caballero y Góngora, y el 1.° de enero de 1788 tomó posesión el primer alcalde, Don Vicente Sánchez. A partir de esta fecha, se le llamó a este poblado, algunas veces Garzoncito y otras Garzón. El 12 de septiembre de 1796 figura como Parroquia de San Miguel Arcángel de Garzoncito; su primer párroco fue el Presbítero Andrés Alvis. Todo el siglo XIX estuvo marcado por grandes gestas de progreso político, cultural, social y religioso. El 15 de octubre de 1895 fue fundado en Garzón el Seminario Mayor por monseñor Esteban Rojas, Obispo de Ibagué. El 20 de mayo de 1900 es erigida la Diócesis de Garzón, creada por el Papa León XIII; su catedral está en el municipio de Garzón. La Iglesia Católica ha sido de gran influencia en esta ciudad y ha hecho una labor social clave desde su despacho episcopal, pero a la vez ha abarcado espacios culturales laicos como la emisora Radio Garzón o la compra del único teatro de cine de la ciudad solo para cerrarlo. Esto después de que la ciudad tuvo cuatro teatros de cine durante el siglo XX, a saber: el Municipal, Imperial, Alcázar y Roxy. Durante el siglo XX, la Iglesia Católica tuvo en este municipio tal poder que escogió varias veces a los alcaldes, particularmente de ideología conservadora.

Vista de Garzón

## Vías de comunicación

### Terrestres
La comunicación con la red nacional se realiza a través de su terminal de transportes terrestre, mediante las carreteras Garzón - Neiva, Garzón - Pitalito, que forman parte de la Ruta Nacional 45; Garzón - La Plata y a nivel intermunicipal con los ejes viales que la comunican con Altamira y Agrado. En las veredas, existen vías menores y caminos que comunican al municipio con las inspecciones y los corregimientos.

Terminal de transportes

Distancia en km desde Garzón hacia algunos destinos importantes:
- Garzón - La Plata : 53 km
- Garzón - Pitalito : 67 km
- Garzón - Neiva : 111 km
- Garzón - Florencia : 114 km
- Garzón - Mocoa : 200 km
- Garzón - Popayán : 222 km
- Garzón - San Vicente del Caguán : 270 km
- Garzón - Puerto Asís : 286 km
- Garzón - Girardot : 293 km
- Garzón - Ibagué : 307 km
- Garzón - Pasto : 342 km
- Garzón - Cali : 344 km
- Garzón - Armenia : 400 km
- Garzón - Bogotá : 406 km
- Garzón - Ipiales : 422 km
- Garzón - Medellín : 687 km
- Garzón - Barranquilla : 1305 km

## Economía
La economía de Garzón está basada principalmente en la agricultura, teniendo en primer renglón el cultivo del café, seguido del plátano y, el cacao; ocupando un lugar secundario la ganadería y la piscicultura. También existen establecimientos dedicados a actividades económicas como la ganadería, debido a la gran abundancia de distintas razas, especialmente de ganado vacuno. En cuanto al comercio, Garzón constituye un importante sitio de distribución de mercancías por su ubicación; y finalmente, dentro de las pequeñas industrias, se encuentran algunas trilladoras de café y maíz, talleres de maderas, fábrica de baldosas y, en el corregimiento de La Jagua, se trabaja con fique.

Nororiente de Garzón

### Agricultura
Es la principal actividad económica del municipio. Genera 6.504 empleos permanentes y tiene en cuenta como principal producto el café, que aporta el 45 % del excedente empresarial agrícola y ocupa el 78 % del total de las personas que están vinculadas a alguna actividad. Le siguen en su orden el plátano, el arroz, el maracuyá, la yuca y el cacao, entre otros. La producción agrícola abarca 12.488 ha., equivalentes al 21,5 % del total de la superficie municipal. El sector pecuario genera un promedio de 175 empleos permanentes en los sectores bovino de doble propósito (carne y leche), los porcinos y la avicultura de doble fin. La piscicultura se centra en especies de mojarra plateada, carpa espejo y cachama cultivados con el fin de mejorar el nivel de vida de la población rural (pequeños productores) y a su vez incidir sobre la dieta alimentaria.

## Clima
El municipio de Garzón se caracteriza por tener un clima cálido, con temperaturas que generalmente oscilan entre los 24 °C y los 32 °C.
| Tabla climatológica de Garzón                  | Tabla climatológica de Garzón | Tabla climatológica de Garzón | Tabla climatológica de Garzón | Tabla climatológica de Garzón | Tabla climatológica de Garzón | Tabla climatológica de Garzón | Tabla climatológica de Garzón | Tabla climatológica de Garzón | Tabla climatológica de Garzón | Tabla climatológica de Garzón | Tabla climatológica de Garzón | Tabla climatológica de Garzón |
| Temperatura (°C)                               | Temperatura (°C)              | Temperatura (°C)              | Temperatura (°C)              | Temperatura (°C)              | Temperatura (°C)              | Temperatura (°C)              | Temperatura (°C)              | Temperatura (°C)              | Temperatura (°C)              | Temperatura (°C)              | Temperatura (°C)              | Temperatura (°C)              |
| Mes                                            | Ene                           | Feb                           | Mar                           | Abr                           | May                           | Jun                           | Jul                           | Ago                           | Sep                           | Oct                           | Nov                           | Dic                           |
| ---------------------------------------------- | ----------------------------- | ----------------------------- | ----------------------------- | ----------------------------- | ----------------------------- | ----------------------------- | ----------------------------- | ----------------------------- | ----------------------------- | ----------------------------- | ----------------------------- | ----------------------------- |
| Mínima promedio                                | 20,3                          | 20,4                          | 20,7                          | 20,4                          | 20,8                          | 24,6                          | 22,4                          | 23,4                          | 23,0                          | 23,8                          | 24,0                          | 23,7                          |
| Promedio                                       | 22,6                          | 26,6                          | 28,9                          | 26,5                          | 26,1                          | 27,1                          | 27,0                          | 28,0                          | 28,8                          | 28,4                          | 28,4                          | 28,0                          |
| Máxima promedio                                | 30,3                          | 31,4                          | 31,9                          | 32,7                          | 33,3                          | 32,9                          | 32,7                          | 34,1                          | 33,8                          | 33,3                          | 33,0                          | 33,5                          |
| Precipitación, brillo solar y humedad relativa |                               |                               |                               |                               |                               |                               |                               |                               |                               |                               |                               |                               |
| Mes                                            | Ene                           | Feb                           | Mar                           | Abr                           | May                           | Jun                           | Jul                           | Ago                           | Sep                           | Oct                           | Nov                           | Dic                           |
| Precipitación promedio (mm)                    | 8                             | 15                            | 17                            | 25                            | 91                            | 104                           | 70                            | 102                           | 143                           | 178                           | 79                            | 24                            |
| Días lluvia                                    | 7                             | 5                             | 9                             | 12                            | 11                            | 12                            | 9                             | 8                             | 10                            | 10                            | 9                             | 2                             |
| Humedad relativa (%)                           | 78                            | 77                            | 77                            | 78                            | 80                            | 81                            | 80                            | 81                            | 83                            | 84                            | 83                            | 80                            |
| Brillo Solar (horas/mes)                       | 282                           | 245                           | 240                           | 207                           | 188                           | 195                           | 215                           | 207                           | 164                           | 166                           | 191                           | 253                           |
| Datos medidos:                                 | Datos medidos:                | Datos medidos:                | Promedios anuales             | Promedios anuales             | Temperatura                   | Temperatura                   | Temperatura                   | Precipitatión                 | Precipitatión                 | Precipitatión                 | Precipitatión                 | Brillo Solar                  |
| Datos medidos:                                 | Datos medidos:                | Datos medidos:                | Promedios anuales             | Promedios anuales             | Min                           | Med                           | Max                           | Total                         | Lluvia                        | Humedad                       | Humedad                       | Brillo Solar                  |
| Datos medidos:                                 | Datos medidos:                | Datos medidos:                | Promedios anuales             | Promedios anuales             | °C                            | °C                            | °C                            | mm                            | Días                          | %                             | %                             | horas                         |
| Datos medidos:                                 | Datos medidos:                | Datos medidos:                | Promedios anuales             | Promedios anuales             | 24,0                          |                               |                               |                               |                               |                               |                               |                               |

## Demografía
Garzón cuenta con una población de 101.562 habitantes, de acuerdo con la proyección del DANE para el año 2022.

### Etnografía
La población étnica del municipio de Garzón representa el 0,43% de la población total, en donde el 0,36% de la población residente en el municipio se autorreconoce como negra (raizal, palenquero, negro, mulato, afrocolombiano o afrodescendiente), seguido de la población indígena con el 0,06%, y finalmente la población ROM 0,01%, según datos del DANE 2018.
| Composición étnica de Garzón                                        | Composición étnica de Garzón                       | Composición étnica de Garzón | Composición étnica de Garzón |
| ------------------------------------------------------------------- | -------------------------------------------------- | ---------------------------- | ---------------------------- |
| Etnia                                                               | Etnia                                              | Porcentaje                   | Porcentaje                   |
| Blanco o mestizo                                                    | Blanco o mestizo                                   | 99,57 %                      | 99,57 %                      |
| Negro, raizal, palenquero, mulato o afrocolombiano                  | Negro, raizal, palenquero, mulato o afrocolombiano | 0,36 %                       | 0,36 %                       |
| Indígena                                                            | Indígena                                           | 0,06 %                       | 0,06 %                       |
| Rom (gitano)                                                        | Rom (gitano)                                       | 0,01 %                       | 0,01 %                       |
| Fuente: Departamento Administrativo Nacional de Estadística (2018). |                                                    |                              |                              |

## Religión
Garzón tiene como apelativo "Capital Diocesana del departamento del Huila"  por ser la primera diócesis católica de la región, además de contar con una gran cantidad de templos católicos, de un seminario conciliar y un monasterio. 
En Garzón, las iglesias cristianas y evangélicas son variadas y numerosas. Se pueden encontrar desde iglesias bautistas, pentecostales, presbiterianas, hasta iglesias reformadas y muchas otras denominaciones, todas ellas parte del amplio espectro del cristianismo evangélico. 
En el siguiente listado se pueden observar sus templos e iglesias católicas, seguido de sus iglesias evangélicas.

### Templos e iglesias católicas

Iglesia de Nazareth

#### parroquias urbanas
- Catedral San Miguel Arcángel
- Iglesia San José de Nazareth
- Iglesia Nuestra Señora del Rosario de Chiquinquirá
- Iglesia Santa Teresita del Niño Jesús
- Iglesia del Espíritu Santo
- Seminario Conciliar María Inmaculada
- Capilla Monasterio Las Clarisas
- Capilla Misioneros Ardorinos

#### parroquias rurales
- Iglesia Santa Marta (Inspección Santa Marta)
- Iglesia La Inmaculada Concepción (Inspección de La Jagua)
- Templo San José de Zuluaga (Inspección de Zuluaga)
- Templo San Antonio de Padua (Inspección de San Antonio)
- Templo de Monserrate (Vereda Monserrate)
- Capilla de la virgen del Carmen (Sartenejo Bajo)

### Denominaciones Cristianas y/o Evangélicas

Iglesia mormona en Garzón

- Iglesia de Dios Ministerial de Jesucristo Internacional [15]
- Iglesia Cristiana C.A. Filadelfia
- Iglesia Alianza Cristiana y Misionera Colombiana
- Iglesia Movimiento Misionero Mundial
- Iglesia Jesucristo es la Única Esperanza
- Iglesia Pentecostal Unida de Colombia
- Iglesia Cristiana Casa Sobre La Roca
- Iglesia Misión Carismática Internacional
- Iglesia Adventista del Séptimo Día
- Iglesia Adventista del Séptimo Día Movimiento de Reforma
- Iglesia Amigos del Espíritu Santo
- Iglesia Cristiana Familiar Esperanza de Vida
- Iglesia Internacional Hechos Apostólicos
- Iglesia de Dios Pentecostal M.I
- Iglesia Cristiana Resplandor de Gloria
- La Iglesia de Jesucristo de los Santos de los Últimos Días
- Testigos de Jehová
- Comunidad Cristiana Asambleas de Dios
- Movimiento Gnóstico
- Iglesia Cuadrangular
- Iglesia de Jesucristo Palabra Miel

## Salud
En Garzón, algunas de las instituciones prestadoras de servicios de salud son las siguientes:
- E.S.E. Hospital Departamental San Vicente de Paúl
- E.S.E. María Auxiliadora
- Salud vital IPS
- Centro integral de terapias CIRNE
- Centro especializado de urología
- Rayos X del Huila
- Nefrouros unidad renal
- Digescol instituto de enfermedades digestivas
- Clinipie
- Centro de medicina especializada MEDIVIDA
- Nueva EPS
- EPS Sanitas
- Emcosalud
- Asmet Salud EPS
- Semep IPS

## Educación

### Colegios urbanos y rurales

Colegio Simón Bolívar

#### públicos
- Institución Educativa Simón Bolívar
- Institución Educativa Jenaro Díaz Jordán
- Institución Educativa Barrios Unidos
- Institución Educativa Luis Calixto Leiva

#### privados
- Colegio Juan Sábalo
- Colegio Cooperativo La Presentación
- Colegio Diocesano San Miguel Arcángel
- Colegio Colombo Inglés
- Colegio Gimnasio Minuto de Dios
- Colegio A.LA.S
- Colegio Campestre Pedro María Ramírez

#### colegios rurales
- Institución Educativa Ramón Alvarado Sánchez (Insp. Paraíso)
- Institución Educativa Tulio Arbeláez Zuluaga (Insp. Zuluaga)
- Institución Educativa La Jagua (Insp. La Jagua)
- Institución Educativa El Descanso
- Institución Educativa Caguancito
- Institución Educativa San Antonio (Insp. San Antonio)
- Institución Educativa Santa Marta (Insp. Santa Marta)
- Institución Educativa El Recreo (Vereda El Recreo)
- Institución Educativa Majo (Insp. Majo)
- Institución Educativa San Gerardo (Insp. San Gerardo)
- Institución Educativa Agropecuario del Huila (Insp. El Mesón)

### Educación Superior
- Universidad Surcolombiana
- SENA

UNIMINUTO Garzón

- Universidad Minuto de Dios UNIMINUTO
- Corporación Universitaria Remington
- Instituto Comercio al Día
- Instituto Politécnico José Celestino Mutis
- Escuela de salud CESALUD
- Escuela de salud María Auxiliadora
- Escuela Colombiana de Petróleos
- Escuela Colombiana de Vigilancia y Escoltas

## Deportes
En Garzón se ha desarrollado una amplia cultura deportiva, tanto recreativa como competitiva.

### Escenarios deportivos
- Villa Olímpica Orlando Losada Buendía
- Estadio de Fútbol Orlando Losada Buendía
- Patinódromo Municipal
- Centro de Integración Ciudadana Juan Pablo II
- Centro Recreacional Manila
- Skate Park
- Polideportivo Cubierto La Gaitana

### Eventos deportivos
- Campeonato Nacional de Lucha Copa Colombia (2025) [16]
- Campeonato Nacional Juvenil de Tejo (2025) [17]
- Torneo Nacional de Fútbol de Salón "Mil Ciudades" (2024)
- Campeonato Nacional Sub 15 de Fútbol Femenino Copa "Win Sports" (2024)

## Medios de comunicación

### Radio
En Garzón, las estaciones de radio locales se encuentran en las bandas FM y sistema digital.
- Sabambú 88.8 FM
- La Reina 93.6 FM
- Garzón Stereo

## Gastronomía
El plato típico de Garzón, es el arroz tapado. Este plato consiste en una corona de arroz blanco que rodea una salsa de pollo desmechado con champiñones, pimentón y cebolla, todo bañado en salsa bechamel y adornado con papas fritas.
Además, la gastronomía local incluye otros manjares como la lechona, el bizcocho de achira, la morcilla de choclo, el asado huilense y el tamal huilense.

## Ferias y Fiestas
- Expoferia Garzón
- Festival Popular y Reinado Departamental de la Alegría y el Folclor
- Concurso Surcolombiano de Bandas Marciales Musicales
- Festival de Brujas (Inspección de La Jagua)
- Reinado de los Feos (Inspección de La Jagua)
- Fiesta patronal de San Miguel Arcángel
- Semana de la Juventud
- Cumpleaños de Garzón, 17 de enero
- Semana Santa
- La Jagua es un pesebre (Inspección de La Jagua)

## Sitios de interés
Garzón se ha distinguido por tener diversas maravillas de la arquitectura departamental. Además, se destaca también por su variedad de fuentes hídricas. 
Entre algunos sitios de interés se pueden mencionar:
- Agroparque Lomachata: Inmensa construcción apropiada para el reposo espiritual y recreación visual, propiedad de la Diócesis de Garzón.
- Seminario Mayor: Llamativa construcción ubicada junto al templo de Nazareth donde estudian los futuros sacerdotes.
- Monserrate: En esta vereda se halla una capilla adoratorio, donde se encuentra la imagen del Señor de Monserrate; lugar muy frecuentado por los habitantes de Garzón.
- Bosque Petrificado: Sobre la Quebrada de Majo, vereda de Majo, se encuentra un peñasco de rocas erosionadas, que por la poca altura de cada una de sus figuras se asemeja a un minibosque.
- Salto de las Damas: Con este nombre se conoce una caída de agua que forma una pequeña piscina natural en la quebrada de Las Damas.
- Loma de Chicora: Pequeña altura ubicada frente a Garzón, en cuyo centro existe una enorme piedra. En determinadas fechas del año es el sitio especial para elevar las cometas.
- El Peñón: Sobre el río Magdalena, vía a La Jagua, existe un charco que tiene características de una inmensa piscina, es frecuentado por practicantes de natación, especialmente en días festivos.
- Viaducto Balseadero: Ubicado entre el municipio de Garzón y Agrado, cruza el embalse el Quimbo y tiene una longitud de 1,7 kilómetros de longitud, catalogado actualmente como el viaducto más largo de Colombia. Propios y turistas rondan los fines de semana esta obra de arquitectura.
- Restaurante Hacienda la Floresta: Es un emblemático lugar embellecido con un árbol llamado Samán de más de 200 años, adornado con orquídeas, flores símbolos del país y propias de la región.

- Catedral San Miguel Arcángel: La catedral San Miguel Arcángel de Garzón Huila, tiene una altura de 62 metros. Esta iglesia, ubicada en el centro de Garzón, es un hito importante en el municipio y forma parte de la Diócesis de Garzón.

- Centro Recreacional Manila: Es un lugar con toboganes y piscinas de gran atractivo turístico. También cuenta con instalaciones para la práctica de tenis, cancha de básquet ball, fútbol, salón de eventos, kioscos y restaurantes.

- Parque Natural Regional Cerro Páramo de Miraflores: Es considerado un ecosistema estratégico en riquezas de fauna y flora, donde existe un área con mayor superficie de bosque nativo y recurso hídrico, convirtiéndola en una región autosuficiente. Su paisaje se cataloga como un lugar de interés para la investigación, el senderismo y el avistamiento de fauna silvestre, especialmente de aves.Estadio de Garzón

- El balcón del Huila
- El Valle del Río Suaza
- Casa de la Cultura
- Capilla del Cerro Monserrate
- Reserva San Guillermo - Recreo

Estadio de Garzón

El balcón del Huila

Viaducto de Garzón

- Parque Principal Libertador Simón Bolívar
- Centro Comercial Paseo del Rosario
- Centro Comercial El Molino
- Glorieta La Caminante
- Concha Acústica Ramiro Chávarro Vargas
- La Jagua - pueblo tranquilo e histórico
- Parque San José de Nazareth
- Embalse El Quimbo
- Parque Natural Municipal Aguacaliente
- Centro Recreacional Primavera
- Villa Olímpica Orlando Losada Buendía
- Viaducto Balseadero Garzón - Agrado
- Estadio de Fútbol Orlando Losada Buendía
- Cinema Los Andes
- Finca Agroturística Palestina - Vereda Santa Marta
- Ruta Mágica del Café

## Servicios públicos
- Energía Eléctrica: Electrohuila, es la empresa prestadora del servicio de energía eléctrica.
- Gas Natural: Alcanos de Colombia, es la empresa distribuidora y comercializadora de gas natural en el municipio.